# Korwety typu Baynunah
Baynunah – typ korwet Marynarki Wojennej Zjednoczonych Emiratów Arabskich. Zaprojektowane we francuskim koncernie Constructions Mecaniques de Normandie z Cherbourga we współpracy z Abu Dhabi Ship Building. Pierwszy okręt zbudowano we Francji, pozostałe 5 w stoczni w Abu Zabi.
Mimo niewielkich rozmiarów okręty te, zaprojektowane głównie do działań przybrzeżnych, są silnie uzbrojone i mogą prowadzić działania na otwartych morzach.
Do głównych zadań należą: służba patrolowa, przechwytywanie wrogich jednostek, obserwacja powierzchni morza oraz przestrzeni powietrznej, wspieranie jednostek lądowych, ochrona portów oraz stawianie min.
Napęd okrętu stanowią 4 silniki Diesla pracujące w układzie CODAD. Moc każdego silnika to 4,2 MW. Okręt ma 3 pędniki hydrodynamiczne Kamewa. Osiąga prędkość 32 węzły. Zasięg okrętów wynosi 2400 mil morskich (przy prędkości 15 węzłów), a autonomiczność 14 dni.
Rufę okrętu zajmuje pokład helikopterowy i hangar dla jednego śmigłowca Eurocopter Panther.
Kadłub okrętu jest stalowy, nadbudówka aluminiowa. Kształt nadbudówki oraz masztów ma zapewnić mniejszą wykrywalność przez radary.
Pierwsza jednostka, „Baynunah” została zwodowana w Cherbourgu w czerwcu 2009 i przekazana marynarce ZEA w 2011. W tym samym roku do służby wszedł pierwszy z okrętów zbudowanych w Abu Zabi. Ostatni z serii został zwodowany 6 lutego 2014.

## Uzbrojenie
Głównym działem okrętu jest armata okrętowa Oto Melara kalibru 76 mm na przednim pokładzie. Do obrony bliskiej przeznaczono dwa 27-milimetrowe działka Rheinmetall MLG 27. Do zwalczania celów nawodnych służy 8 pocisków Exocet. Przeciwko celom powietrznym okręt może użyć Evolved Sea Sparrow (8 pociski) wystrzeliwanych z 2 wyrzutni VLS oraz 21 pocisków RIM-116 Rolling Airframe Missile (jedna wyrzutnia Mk49).

### Wojna minowa
Przewidziano instalację torów minowych na pokładzie lotniczym, a oprogramowanie systemu kierowania walką zawiera opcję zakładania pól minowych. Sonar NDS 3070 Vanguard, zamontowany pod kadłubem pozwala na wykrywanie min. Jest również możliwość zainstalowania zdalnie kierowanego pojazdu do poszukiwania i niszczenia min.

## Jednostki
W skład typu wchodzi 6 okrętów: „Baynunah” (P171), „Al Hesen” (P172), „Al Dhafra” (P173), „Mezyad” (P174), „Al Jahili” (P175) i „Al Hili” (P176). 
Stocznia Abu Dhabi Ship Building proponuje budowę takich korwet dla Kuwejtu i Arabii Saudyjskiej.